# Lepidochrysops jefferyi
Lepidochrysops jefferyi is een vlinder uit de familie van de Lycaenidae. De wetenschappelijke naam van de soort is voor het eerst gepubliceerd in 1909 door Cornelis Jacobus Swierstra.
De soort komt voor in Zuid-Afrika.